# Obesostoma
Obesostoma is een geslacht van kreeftachtigen uit de klasse van de Ostracoda (mosselkreeftjes).

## Soorten
- Obesostoma convexum (Schornikov, 1965) Schornikov, 1993
- Obesostoma deltoideum (Schornikov, 1980) Schornikov, 1993
- Obesostoma maculatum (Mueller, 1894) Schornikov, 1993
- Obesostoma normani (Brady, 1868) Schornikov, 1993
- Obesostoma obesum (Schornikov, 1974) Schornikov, 1993
- Obesostoma setosum (Okubo, 1977) Schornikov, 1993